# 有馬溫泉車站
34°47′57.3″N 135°14′46.7″E / 34.799250°N 135.246306°E
有馬溫泉車站（日语：／ Arima-onsen eki */?）是位於日本兵庫縣神戶市北區有馬町，由神戶電鐵所經營的鐵路車站，是有馬線的終點站，也是神戶電鐵所經營最東端的車站。海拔高度357公尺，為神戶電鐵所有車站中最高的。
由於自新開地車站開來的列車大多在有馬口車站即直通運行駛入三田線，僅早晨及傍晚有直接自新開地駛到有馬溫泉的列車，因此此站的列車多數為本站至有馬口的區間車。
在有馬口與有馬溫泉之間，原本設有新有馬車站，但在1975年6月15日起休業不再停靠列車，2013年2月28日起廢站。

## 歷史
- 1928年11月18日：神戶有馬電氣鐵道（神戶電鐵的前身）有馬線開始營運，當時此站命名為「電鐵有馬車站」。
- 1929年5月前：改名為「有馬溫泉車站」。
- 1947年1月9日：神戶有馬電氣鐵道和三木電氣鐵道合併為神有三木電氣鐵道。
- 1949年4月30日：神有三木電氣鐵道更名為神戶電氣鐵道。
- 1989年10月31日：現在的車站站體完工。

## 車站結構

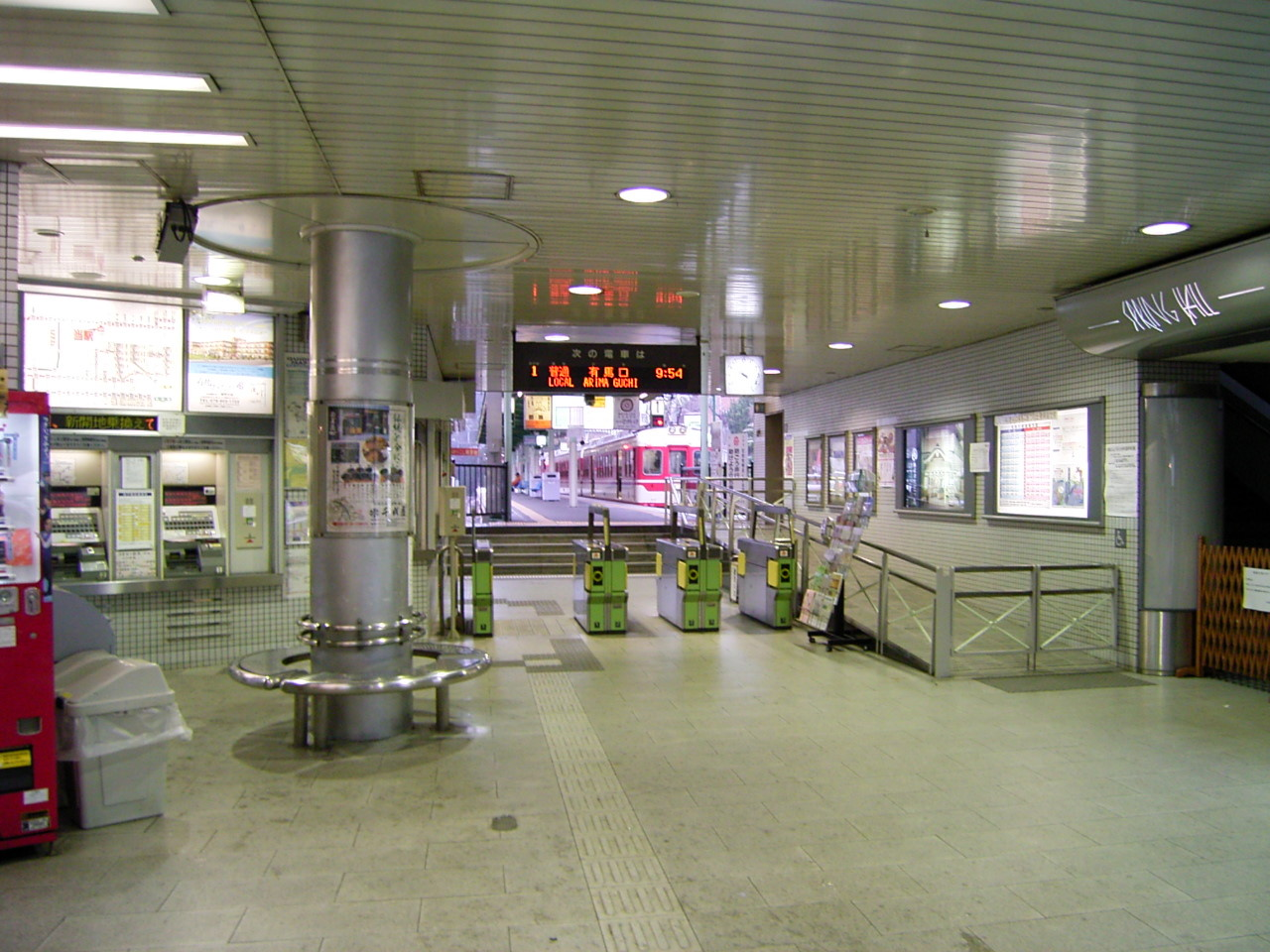
剪票口

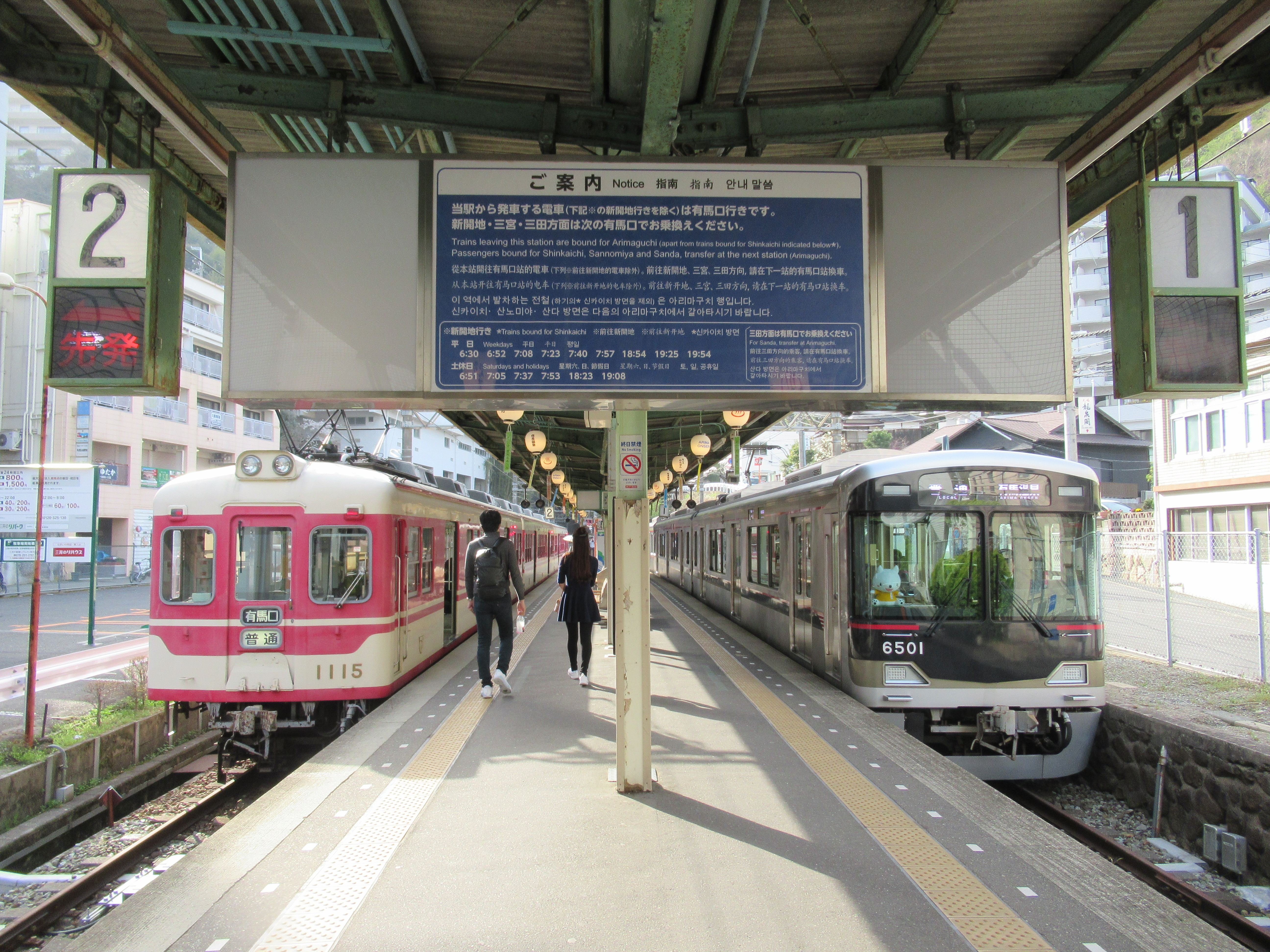
月台(2018年4月)

港灣式2面2線的月台的地面車站，月台有效長度4節。

### 月台配置
| 月台 | 路線   | 目的地             |
| ---- | ------ | ------------------ |
| 1・2 | 有馬線 | 有馬口、新開地方向 |

## 周邊
- 有馬溫泉區
  - 溫泉寺（日语：温泉寺 (神戸市)）
  - 金之湯（日语：金の湯）、銀之湯（日语：銀の湯）
  - 有馬玩具博物館（日语：有馬玩具博物館）
- 有馬四十八瀑布（日语：有馬四十八滝）

## 相鄰車站
神戶電鐵
 有馬線
■準急（至鈴蘭台站為止各站停車）、■普通
有馬口（KB15）－有馬溫泉（KB16）

## 外部連結
- 有馬溫泉 - 神戶電鐵